# Emblema nacional de França
L'emblema nacional de la República Francesa té l'origen en la Revolució de 1789 i n'és el símbol des del 1953. Com passa en altres països, l'emblema s'utilitza com un dels símbols de l'Estat, però aquest en concret no ha estat objecte d'una regulació legal específica. Apareix en documents oficials, en uniformes de la policia, a la façana de molts edificis públics (siguin estatals o municipals), als passaports o en monedes i medalles encunyades per la República Francesa, per citar-ne alguns exemples. Originalment el va adoptar el Ministeri d'Afers Estrangers el 1912 com a símbol per ser usat a les representacions diplomàtiques i consulars. El seu disseny, obra de l'escultor Jules-Clément Chaplain, incorpora elements recollits de la tradició grecollatina, com el feix romà i les branques de roure i llorer.
El 1953, les Nacions Unides van demanar a França que els proporcionés un exemplar del seu emblema nacional per tal d'exhibir-lo al costat dels dels altres estats membres a la sala de l'Assemblea General. Una comissió interministerial va encarregar a l'artista heràldic Robert Louis (1902-1965) que fes una versió de l'antic disseny de Chaplain. Ara bé, aquest fet no va significar l'adopció d'un escut oficial per part de la República.

Escut oficiós present en edificis públics com ara ajuntaments i prefectures

Tècnicament parlant, no es pot considerar un escut d'armes, ja que no respecta les regles heràldiques (potser perquè l'heràldica es veia com un art aristocràtic, associat a l'Antic Règim). Consisteix en un emblema apaïsat, acabat en un cap de lleó, que conté les inicials "RF" de "République Française" ('República Francesa'), una branca de roure que representa la permanència i la força de la Nació i una de llorer que simbolitza la glòria de la Pàtria i els herois que l'han defensada.
L'element central n'és el feix, que té l'origen en les cerimònies de l'antiga Roma: els magistrats (dictadors, cònsols i pretors) anaven precedits d'uns lictors. Aquests personatges portaven un feix de vares (fasces en llatí) que envoltaven una destral, les quals simbolitzaven el poder de l'Estat i l'autoritat dels seus magistrats. El símbol va ser incorporat durant la Revolució Francesa per representar el poder i l'autoritat de la República.
El setembre del 1999 el Govern francès va decidir adoptar un únic logotip identificador oficial per a les seves tasques de comunicació, que incorpora el lema republicà de Liberté · Égalité · Fraternité, els colors de la bandera i Marianne, la personificació de la República.

## Escuts usats històricament

Regne de França durant els Capets, sembrat de flors de lis (abans de 1376)
Regne de França durant els Valois, amb tres flors de lis (1376-1589)
Regne de França durant els Borbons, que incorpora les armes del Regne de Navarra (1589-1789)
Primer Imperi Francès, sota Napoleó, amb l'àguila imperial (1804-1814)
Regne de França, durant la restauració borbònica (1814-1830)
Regne de França, durant la Monarquia de Juliol, amb les armes de Lluís Felip (1830-1831)
Regne de França, durant la Monarquia de Juliol, amb les armes de Lluís Felip (1831-1848)
Segon Imperi Francès, sota Napoleó III, altre cop amb l'àguila imperial (1852-1870)
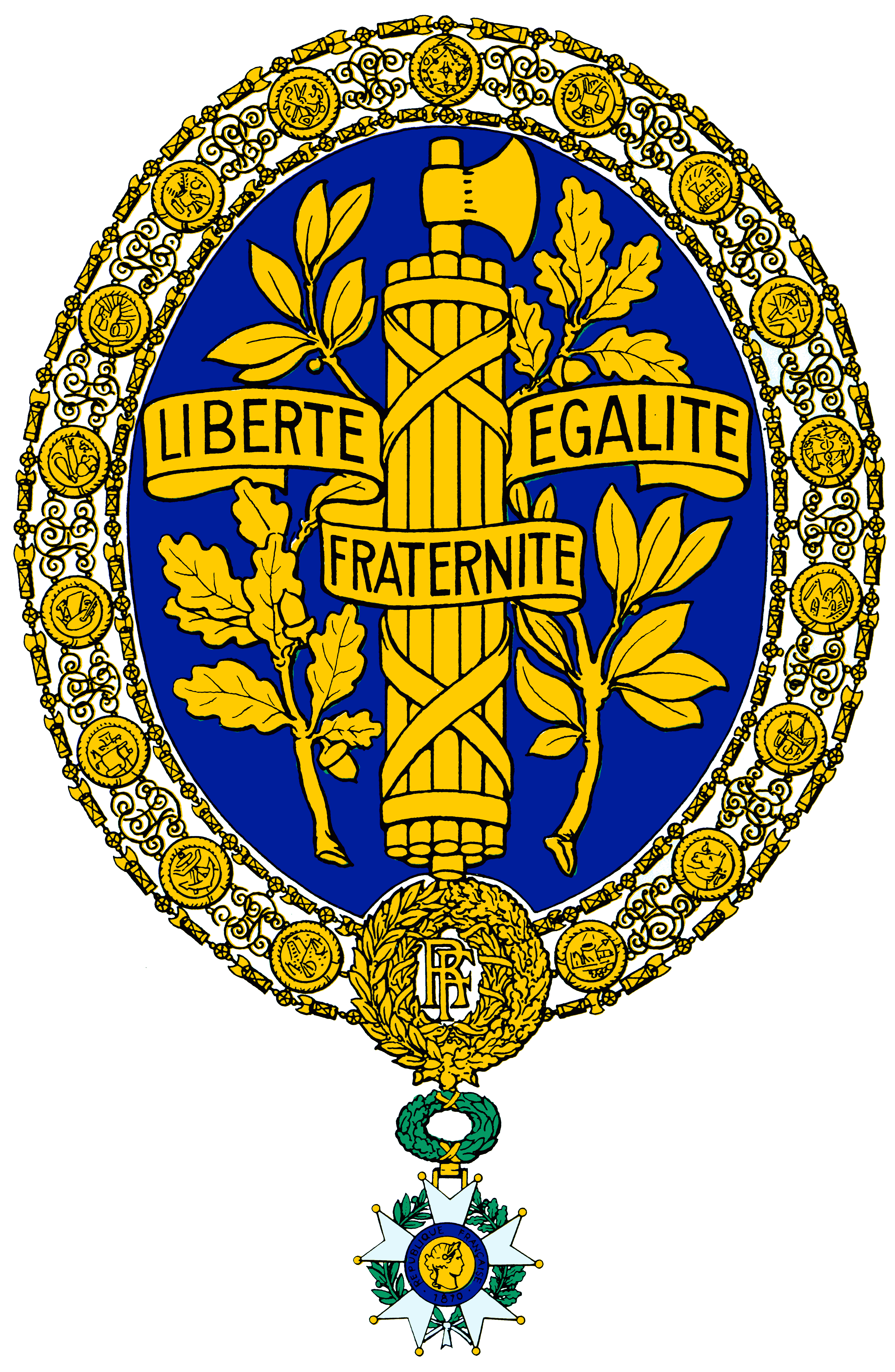
Escut oficiós de la Quarta República Francesa, amb el lema nacional (1953-1962)